# Hulen
Hulen är en sjö i Vansbro kommun i Dalarna och ingår i Dalälvens huvudavrinningsområde. Sjön har en area på 2,86 kvadratkilometer och ligger 250,2 meter över havet. Sjön avvattnas av vattendraget Hulan.

## Delavrinningsområde
Hulen ingår i det delavrinningsområde (672366-141664) som SMHI kallar för Utloppet av Hulen. Medelhöjden är 293 meter över havet och ytan är 10,56 kvadratkilometer. Räknas de 2 avrinningsområdena uppströms in blir den ackumulerade arean 25,45 kvadratkilometer. Hulan som avvattnar avrinningsområdet har biflödesordning 3, vilket innebär att vattnet flödar genom totalt 3 vattendrag innan det når havet efter 317 kilometer. Avrinningsområdet består mestadels av skog (68 procent). Avrinningsområdet har 2,86 kvadratkilometer vattenytor vilket ger det en sjöprocent på 27,1 procent.